# Sky ProCycling/2013
Deze pagina geeft een overzicht van de Sky ProCycling-wielerploeg in 2013.

## Algemeen
Sponsor: BSkyB
Algemeen manager: Dave Brailsford
Teammanager: n.n.b.
Ploegleiders: Servais Knaven, Marcus Ljungqvist, Nicolas Portal
Fietsen: Pinarello
Kleding: Rapha
Budget: niet bekend
Kopmannen: Edvald Boasson Hagen, Bradley Wiggins, Chris Froome

## Renners
| Naam                   | Geboortedatum | Nationaliteit       | Ploeg 2012             |
| ---------------------- | ------------- | ------------------- | ---------------------- |
| Edvald Boasson Hagen   | 17-05-1987    | Noorwegen           |                        |
| Ian Boswell            | 07-02-1991    | Verenigde Staten    | Bontrager-Livestrong   |
| Dario Cataldo          | 17-03-1985    | Italië              | Omega Pharma-Quickstep |
| Joe Dombrowski         | 12-05-1991    | Verenigde Staten    | Bontrager-Livestrong   |
| Josh Edmondson         | 06-07-1992    | Verenigd Koninkrijk | Team Colpack           |
| Bernhard Eisel         | 17-02-1981    | Oostenrijk          |                        |
| Chris Froome           | 20-05-1985    | Verenigd Koninkrijk |                        |
| Mathew Hayman          | 20-04-1978    | Australië           |                        |
| Sergio Henao           | 10-12-1987    | Colombia            |                        |
| Jeremy Hunt            | 12-03-1974    | Verenigd Koninkrijk |                        |
| Peter Kennaugh         | 15-06-1989    | Verenigd Koninkrijk |                        |
| Vasil Kiryjenka        | 28-06-1981    | Wit-Rusland         | Team Movistar          |
| Christian Knees        | 05-03-1981    | Duitsland           |                        |
| David López García     | 13-05-1981    | Spanje              | Team Movistar          |
| Danny Pate             | 24-03-1979    | Verenigde Staten    |                        |
| Richie Porte           | 30-01-1985    | Australië           |                        |
| Salvatore Puccio       | 31-08-1989    | Italië              |                        |
| Gabriel Rasch          | 08-04-1976    | Noorwegen           | FDJ-BigMat             |
| Luke Rowe              | 10-03-1990    | Verenigd Koninkrijk |                        |
| Kanstantsin Sivtsov    | 09-08-1982    | Wit-Rusland         |                        |
| Ian Stannard           | 25-05-1987    | Verenigd Koninkrijk |                        |
| Chris Sutton           | 10-09-1984    | Australië           |                        |
| Ben Swift              | 06-12-1987    | Verenigd Koninkrijk |                        |
| Geraint Thomas         | 25-05-1986    | Verenigd Koninkrijk |                        |
| Jonathan Tiernan-Locke | 26-12-1984    | Verenigd Koninkrijk | Endura Racing          |
| Rigoberto Urán         | 26-01-1987    | Colombia            |                        |
| Bradley Wiggins        | 28-04-1980    | Verenigd Koninkrijk |                        |
| Xabier Zandio          | 17-03-1977    | Spanje              |                        |

## Belangrijke overwinningen
| Tour Down Under 2e etappe: Geraint Thomas Puntenklassement: Geraint Thomas Ronde van Oman 5e etappe: Chris Froome Eindklassement: Chris Froome Ronde van de Algarve 3e etappe: Sergio Henao Parijs-Nice 5e etappe: Richie Porte 7e etappe (individuele tijdrit): Richie Porte Eindklassement: Richie Porte Tirreno-Adriatico 4e etappe: Chris Froome Internationaal Wegcriterium 2e etappe (individuele tijdrit): Richie Porte 3e etappe: Chris Froome Eindklassement: Chris Froome Ronde van het Baskenland 3e etappe: Sergio Henao 5e etappe: Richie Porte Ronde van Trentino 1e etappe deel B: Kanstantsin Sivtsov, Joe Dombrowski, Christian Knees, Danny Pate, Peter Kennaugh, Xabier Zandio, Dario Cataldo, Bradley Wiggins (ploegentijdrit) 2e etappe: Kanstantsin Sivtsov Ronde van Romandië Proloog: Chris Froome Eindklassement: Chris Froome Ronde van Italië 2e etappe: Bradley Wiggins, Dario Cataldo, Sergio Henao, Christian Knees, Danny Pate, Salvatore Puccio, Kanstantsin Sivtsov, Rigoberto Urán, Xabier Zandio (ploegentijdrit) 10e etappe: Rigoberto Urán | Ronde van Noorwegen 4e etappe: Edvald Boasson Hagen Eindklassement: Edvald Boasson Hagen Critérium du Dauphiné 3e etappe: Edvald Boasson Hagen 5e etappe: Chris Froome Eindklassement: Chris Froome Nationale kampioenschappen wielrennen Noorwegen - tijdrit: Edvald Boasson Hagen Wit-Rusland - tijdrit: Kanstantsin Sivtsov Ronde van Frankrijk 8e etappe: Chris Froome 15e etappe: Chris Froome 17e etappe (individuele tijdrit): Chris Froome Eindklassement: Chris Froome Ronde van Polen 7e etappe: Bradley Wiggins Eneco Tour 6e etappe: David López García Ronde van Groot-Brittannië 3e etappe (individuele tijdrit): Bradley Wiggins Eindklassement: Bradley Wiggins |

2010 · 2011 · 2012 · 2013 · 2014 · 2015 · 2016 · 2017 · 2018 · 2019 · 2020 · 2021 · 2022 · 2023 · 2024 · 2025
AG2R-La Mondiale · Argos-Shimano · Astana · Belkin Pro Cycling · BMC Racing Team · Cannondale Pro Cycling Team · Euskaltel-Euskadi · FDJ · Team Garmin-Sharp · Katjoesja · Lampre-Merida · Lotto-Belisol · Team Movistar · Omega Pharma-Quick Step · Orica-GreenEdge · RadioShack-Leopard · Team Saxo-Tinkoff · Sky ProCycling · Vacansoleil-DCM